# 스톡홀름 대학교

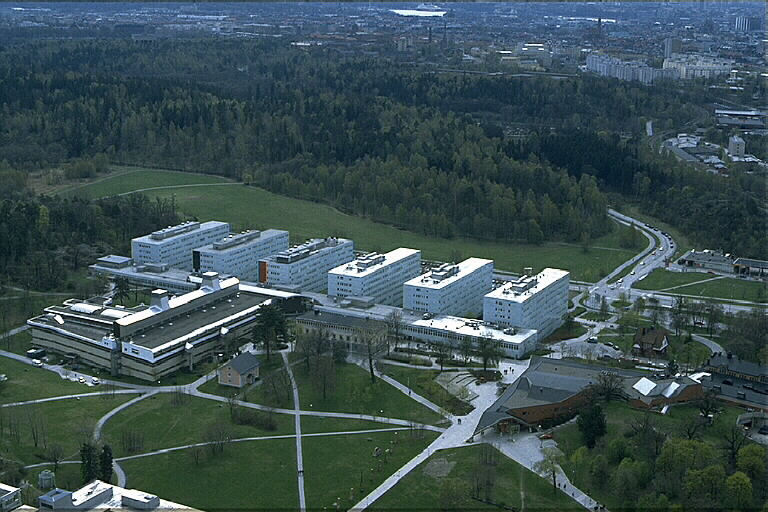

스톡홀름 대학교(Stockholms universitet)는 스웨덴 스톡홀름에 있는 국립 대학교이다. 네 개 학부에 약 3만 7천 명이 재학 중이다. 1878년에 창립되었다.

## 같이 보기
- 스톡홀름 경제대학교